# Krasimir Borisov
Krasimir Borisov (bulharskou cyrilicí Красимир Борисов) (* 8. dubna 1950, Sofie) je bývalý bulharský fotbalista, záložník.

## Fotbalová kariéra
V bulharské lize hrál za PFK Lokomotiv Sofia, Akademik Sofia a PFK Levski Sofia. S Levski Sofia získal dva mistrovské tituly a tři vítězství v bulharském fotbalovém poháru. Aktivní kariéru zakončil v kyperské Omonii Nikósia, se kterou získal tři mistrovské tituly a dvě vítězství v kyperském fotbalovém poháru. V Poháru mistrů evropských zemí nastoupil v 6 utkáních, v Poháru vítězů pohárů nastoupil ve 4 utkáních a v Poháru UEFA nastoupil ve 13 utkáních. Za bulharskou reprezentaci nastoupil v letech 1973–1979 v 19 utkáních a dal 2 góly. Byl členem bulharské reprezentace na Mistrovství světa ve fotbale 1974, nastoupil v utkání proti Nizozemsku.

## Ligová bilance
| Ročník                                | Zápasy | Góly | Klub                |
| ------------------------------------- | ------ | ---- | ------------------- |
| 1. bulharská fotbalová liga 1968/1969 | -      | -    | PFK Lokomotiv Sofia |
| 1. bulharská fotbalová liga 1969/1970 | -      | -    | Akademik Sofia      |
| 1. bulharská fotbalová liga 1970/1971 | -      | -    | Akademik Sofia      |
| 1. bulharská fotbalová liga 1971/1972 | -      | -    | PFK Lokomotiv Sofia |
| 1. bulharská fotbalová liga 1972/1973 | -      | 2    | PFK Lokomotiv Sofia |
| 1. bulharská fotbalová liga 1973/1974 | -      | -    | PFK Lokomotiv Sofia |
| 1. bulharská fotbalová liga 1974/1975 | 21     | 5    | Levski Sofia        |
| 1. bulharská fotbalová liga 1975/1976 | 14     | 1    | Levski Sofia        |
| 1. bulharská fotbalová liga 1976/1977 | 25     | 7    | Levski Sofia        |
| 1. bulharská fotbalová liga 1977/1978 | 6      | 2    | Levski Sofia        |
| 1. bulharská fotbalová liga 1978/1979 | 18     | 1    | Levski Sofia        |
| 1. bulharská fotbalová liga 1979/1980 | 15     | 1    | Levski Sofia        |
| 1. bulharská fotbalová liga 1980/1981 | 19     | 2    | Levski Sofia        |
| 1. kyperská liga 1981/1982            | -      | -    | Omonia Nikósia      |
| 1. kyperská liga 1982/1983            | -      | -    | Omonia Nikósia      |
| 1. kyperská liga 1983/1984            | -      | -    | Omonia Nikósia      |
| CELKEM 1. bulharská fotbalová liga    | -      | -    |                     |
| CELKEM 1. kyperská liga               | -      | -    |                     |